# 海藻蠅

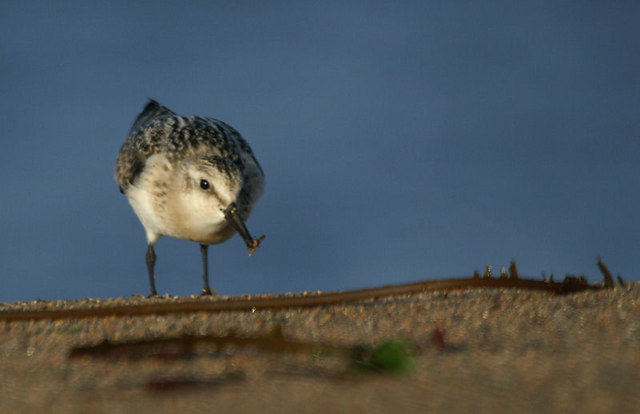
一隻三趾鹬（ Calidris alba ）正在以海藻蠅為食

海藻蠅（英語：Kelp fly），亦作海帶蠅，是雙翅目多個科級分类阶元中不同物种蝇类的俗名。牠們一般以搁浅和腐烂的海藻为食，特别是海藻区的海带。当条件适宜时，它们数量非常多，可能对海岸有机物质的周转具有重要的生态意义。从这个角度来看，它们也可能是海滩动物及鸟类的食物中的重要成分。由於海藻富含礦物質、多醣體、Omega3脂肪酸等多種營養，挪威國家營養與水產研究所（National Institute of Nutrition and Seafood Research, NIFES）曾研究取食海藻的海帶蠅，以生產富含omega3脂肪酸的昆蟲產品。
海藻蠅當中最分布广泛的為腔肠蝇科扁蠅屬（沼蠅總科，Sciomyzoidea），例如腔肠扁蝇（Coelopa pilipes）。但在通俗的表达中並不全是扁蠅屬物種，它们与其他具有相似摄食习性的其他苍蝇，例如异唇蝇科（Heterocheilidae）、海蝇亚科（Helcomyzinae）以及花蝇科（Anthomyiidae）的其他成员并没有明显的区别。